# غوريا أيتوليا كي أكارنانيا
غوريا (Γουριά) هي مدينة في أيتوليا كي أكارنانيا في مقاطعة كينتريكي إلادا في اليونان.